# HiTech
HiTech — шаховий комп'ютер побудований в Університеті Карнегі-Меллон під керівництвом чемпіона світу з шахів за листуванням доктора Ганса Берлінера. Крім Берлінера в розробці брали участь Карл Ебелінг, Маррей Кемпбелл і Гордон Гетч.
HiTech виграв чемпіонат Північної Америки з шахів серед комп'ютерних програм 1985 і 1989 років. 1988 HiTech переміг у матчі гросмейстера Арнольда Денкера з рахунком 3½-½ (хоча найкращі роки Денкера вже давно були залишились позаду і його рейтинг Ело становив 2300 пунктів).
HiTech був одним із двох ігрових шахових проектів Карнегі-Меллон; іншим був проект ChipTest (пізніше Deep Thought та Deep Blue), який згодом здобуде перемогу над тодішнім чемпіоном світу Гаррі Каспаровим.